# Reprezentacja Finlandii w piłce wodnej mężczyzn
Reprezentacja Finlandii w piłce wodnej mężczyzn – zespół, biorący udział w imieniu Finlandii w meczach i sportowych imprezach międzynarodowych w piłce wodnej, powoływany przez selekcjonera, w którym mogą występować wyłącznie zawodnicy posiadający obywatelstwo fińskie. Za jej funkcjonowanie odpowiedzialny jest Fiński Związek Pływacki (SUL), który jest członkiem Międzynarodowej Federacji Pływackiej.

## Historia
W 1970 reprezentacja Finlandii rozegrała swój pierwszy oficjalny mecz w Mistrzostwach Europy.

## Udział w turniejach międzynarodowych

### Igrzyska olimpijskie
Reprezentacja Finlandii żadnego razu nie występowała na Igrzyskach Olimpijskich.

### Mistrzostwa świata
Dotychczas reprezentacji Finlandii żadnego razu nie udało się awansować do finałów MŚ.

### Puchar świata
Finlandia żadnego razu nie uczestniczyła w finałach Pucharu świata.

### Mistrzostwa Europy
Fińskiej drużynie 2 razy udało się zakwalifikować do finałów ME. W 1970 osiągnęła najwyższe 13. miejsce.